# Ikona Matki Bożej „Wszystkich Strapionych Radość”
Ikona Matki Bożej „Wszystkich Strapionych Radość” – cudowna ikona Matki Bożej, przechowywana w cerkwi pod jej wezwaniem w Moskwie. 

## Opis
Oryginalna ikona przedstawia Maryję w mandorli, z dzieciątkiem na lewym ramieniu, w królewskim płaszczu i koronie, otoczoną przez tłum ludzi cierpiących i modlących się do niej o wstawiennictwo. Ponad postacią Matki Bożej widoczni są aniołowie, którzy przekazują modlącym się łaski uzyskane za jej sprawą. Ponad nimi znajduje się wizerunek Trójcy Świętej. 
W różnych wariantach ikony wygląd Maryi i jej otoczenia może ulegać zmianie – np. może ona występować bez atrybutów królewskich, a nawet bez Dzieciątka Jezus na rękach, lub stać na obłoku. Najważniejszym elementem wizerunku jest stojąca postać Matki Bożej otoczonej przez strapionych oraz Trójca Święta (lub sam Chrystus), która udziela łask wyproszonych przez Maryję.

## Historia
Warianty ikony Matki Bożej „Wszystkich Strapionych Radość” funkcjonowały co najmniej od II poł. XVII wieku. Wizerunek ten mógł ukształtować się pod wpływem katolickich wizerunków Maryi. Ikona zyskała opinię cudownej w 1688. Wtedy według legendy Matka Boża miała pojawić się we śnie siostry patriarchy Moskwy i całej Rusi Joachima, Eutymii Papiny, i nakazała jej pomodlić się przed ikoną „Wszystkich Strapionych Radość”, znajdującą się w cerkwi na Ordynce (ówcześnie Przemienienia Pańskiego). Eutymia zrobiła tak 24 października tego samego roku i została uzdrowiona. Wydarzenie to odbiło się szerokim echem i sprawiło, że ikona stała się celem pielgrzymkowym, a cerkiew, w której się znajdowała, otrzymała nowe wezwanie. 
Dalsze losy wizerunku nie są jasne. W 1711 siostra cara Piotra Wielkiego Natalia zabrała ikonę Matki Bożej „Wszystkich Strapionych Radość” do Petersburga i umieściła ją w carskiej kaplicy domowej Zmartwychwstania Pańskiego; nie jest jednak pewne, czy był to oryginał, czy też kopia wizerunku, który nadal znajdował się w Moskwie. Po rewolucji październikowej cerkiew na Ordynce została zamknięta w 1932, zaś los przechowywanych w niej ikon nie jest znany. Obecny wizerunek znajdujący się w tej cerkwi jest wierną kopią oryginału.